# 代行
| ウィキペディアには「代行」という見出しの百科事典記事はありません（タイトルに「代行」を含むページの一覧/「代行」で始まるページの一覧）。 代わりにウィクショナリーのページ「代行」が役に立つかもしれません。 |